# Swing Low, Sweet Chariot
«Swing Low, Sweet Chariot» es un espiritual estadounidense cuya primera grabación data de 1909, por The Fisk Jubilee Singers, de la Universidad de Fisk.
En 2002, la Biblioteca del Congreso de Estados Unidos incluyó la canción en el Registro Nacional de Grabaciones. Fue también incluida en la lista Songs of the Century por la Recording Industry Association of America (RIAA).

## Historia
«Swing Low, Sweet Chariot» pudo haber sido compuesta por Wallace Willis, un hombre negro emancipado en la actual Choctaw, cerca de Oklahoma, antes de 1862, inspirado por el río Rojo, que le recordaba al río Jordán y al profeta Elías que fue llevado al cielo en un carro de fuego. Varias fuentes afirmaron que, junto con «Steal Away», «Sweet Low, Sweet Chariot» incluye referencias a la red clandestina Ferrocarril subterráneo, que ayudó a numerosos esclavos afroamericanos a escapar de las plantaciones del sur hacia el norte de los Estados Unidos y Canadá.
La canción disfrutó de un resurgimiento en la década de 1960 con el movimiento por los derechos civiles y fue interpretada por artistas como Joan Báez en el festival de Woodstock en 1969. 

## Versiones
Entre la lista de músicos que versionaron «Swing Low, Sweet Chariot», el británico Eric Clapton grabó una versión reggae del tema en su álbum de estudio de There's One in Every Crowd. RSO Records publicó la canción en sencillo, con «Pretty Blue Eyes» como cara B, en mayo del mismo año. La versión de Clapton entró en varias listas de éxitos, incluyendo Estados Unidos, Japón y Nueva Zelanda.
| Lista (1975)                       | Posición |
| ---------------------------------- | -------- |
| Japón (Oricon)                     | 89       |
| Países Bajos (Dutch Top 40)        | 21       |
| Países Bajos (Mega Single Top 100) | 26       |
| Nueva Zelanda (Recorded Music NZ)  | 15       |